# 무안타 승리
무안타 승리는 야구에서 안타가 없이 승리하는 야구 경기를 가리키는 단어이다.

## 설명
무안타 승리는 안타를 치치않고 승리하는 조건이 나오기 때문에 야구 전반적으로 드문 편이다. 무안타 승리가 나오는 조건은 투수가 볼넷을 남발하여 만루를 만들다가 밀어내기 볼넷이나 희생 플라이를 내준다든가 아니면 야수 선택, 실책, 땅볼 아웃 등으로 실점을 내주든가 하는 조건들이 충족되어야한다. 이런 경우엔 실점은 비자책점 실점이 되기도 한다. 무안타 승리는 야구에서 가장 오랜 역사를 자랑하는 MLB에서도 단 6번 밖에 안나온 진기록이며 NPB에선 1939년 5월 6일에 오릭스 버팔로즈의 전신인 한큐군이 후쿠오카 소프트뱅크 호크스의 전신인 난카이군에게 2:1로 승리한 경기만 유일하게 기록되어 있고 KBO에서는 아직 무안타 승리가 나온 경기가 없다. 무안타 승리는 투수가 달성하기 힘든 진기록인 퍼펙트 게임보다도 달성하기가 힘든 기록이며 가장 최근의 무안타 승리 경기는 2022년 5월 15일에 신시내티 레즈와 피츠버그 파이리츠의 경기에서 피츠버그 파이리츠가 신시내티 레즈를 상대로 0:1로 승리한 MLB의 경기이다. 참고로 이경기는 8회 1사까지 신시내티 레즈의 선발투수인 헌터 그린이 노히트 노런을 하다가 8회에 연속 볼넷을 내주고 구원 투수인 아트 워렌으로 투수 교체가 되었는데 아트 워렌도 볼넷을 내주며 1사 만루의 위기를 자초했고 피츠버그 파이리츠의 타자인 키브라이언 헤이스가 땅볼로 타점을 내면서 경기를 0:1로 이끌어 내었다. 이후 신시내티 레즈가 9회에도 점수를 뽑지 못하면서 그대로 경기가 마무리되었다. 이경기는 지금까지 MLB에서 총 6번만 나온 무안타 승리 중에 유일하게 무실책으로 승리한 무안타 경기가 된다.

## 같이 보기
- 야구
- 야구 기록